# 华州街道
华州街道，是中华人民共和国陕西省渭南市华州区下辖的一个街道办事处。
2015年，陕西省民政厅批复同意撤销华州镇，设立华州街道办事处。

## 行政区划
华州街道下辖以下地区：
西关社区、大街社区、吴家社区、电力社区、红岭社区、崖坡村、铁马村、西关村、温巷村、大街村、城内村、吴家村、马斜村、张场村、团结村、西罗村、王堡村、吝家村、王什字村、杜堡村、杨巷村、赵村、宜合村和先农村。